# Кафедра журналистики Казанского университета
Кафедра журналистики Казанского (Приволжского) федерального университета сегодня входит в структуру Института социально-философских наук и массовых коммуникаций. Располагается на первом этаже Центра информационных технологий (Казань, ул. Проф. Нужина, д. 1/37).

## История
Кафедра является зачинательницей журналистского образования в Поволжье: образована в 1962 году на базе историко-филологического факультета Казанского Университета, возглавлена профессором Иваном Георгиевичем Пехтелевым.
В 1992 году был открыт факультет журналистики как самостоятельное подразделение, а через два года к нему были присоединены кафедры социологии и психологии. В 2003 году отделение психологии преобразовано в отдельный факультет.
2012 год ознаменовывается юбилеем — 50 лет журналистскому образованию в Поволжье и переформированием факультета журналистики и социологии в Институт массовых коммуникаций и социальных наук, а в 2014 году происходит слияние института с факультетом философии.
Сегодня кафедра журналистики входит в состав Института социально-философских наук и массовых коммуникаций, отделение массовых коммуникаций. Руководит кафедрой профессор, доктор философских наук Шайхитдинова Светлана Каимовна.

## Учебная и научная деятельность
Кафедра готовит к выпуску бакалавров по специальности «журналистика». В 2015 году при кафедре открывается магистратура «Этноконфессиональные отношения в медиасфере».
Действует аспирантура по специальности «журналистика» (филологические науки).